# 킬 빌

로고

《킬 빌》(Kill Bill)은 미국의 2부작 액션 영화이자 쿠엔틴 타란티노 감독의 네 번째 영화이다. 처음에는 하나의 영화였으나 네 시간에 이르는 길이 때문에 두 부분(1부와 2부)으로 나뉘어 각각 2003년 가을과 2004년 봄에 개봉되었다. 복수극을 그린 영화로, 일본 사무라이 영화와 홍콩 액션 영화 (이소룡과 쇼 브라더스 작품들) 그리고 이탈리아의 스파게티 웨스턴에 등장하는 음악과 대중 문화를 모방하고 폭력성을 과장해 나타내는 등의 오마주를 보인다.

## 출연진
| 배우                 | 배역                        | 킬 빌 1부 | 킬 빌 2부 |
| -------------------- | --------------------------- | --------- | --------- |
| 우마 서먼            | 브라이드/베아트릭스 키도    | Yes       | Yes       |
| 루시 류              | 오렌 이시                   | Yes       |           |
| 비비카 A. 폭스       | 버니타 그린                 | Yes       |           |
| 대릴 해나            | 엘 드라이버                 | Yes       | Yes       |
| 데이비드 캐러딘      | 빌                          | Yes       | Yes       |
| 마이클 매드슨        | 버드                        | Yes       | Yes       |
| 줄리 드레이퍼스      | 소피 파탈                   | Yes       |           |
| 쿠리야마 치아키      | 고고 유바리                 | Yes       |           |
| 치바 신이치          | 핫토리 한조                 | Yes       |           |
| 류자후이             | 조니 모/파이 메이           | Yes       | Yes       |
| 마이클 파기스        | 얼 맥그로/에스테반 비하이오 | Yes       | Yes       |
| 바이클 보원          | 벅                          | Yes       |           |
| 쿠니무라 준          | 보스 다나카                 | Yes       |           |
| 크리스토퍼 앨런 넬슨 | 토미                        | Yes       | Yes       |
| 보 스벤슨            | 하모니                      |           | Yes       |
| 새뮤얼 L. 잭슨       | 루퍼스                      |           | Yes       |
| 래리 비숍            | 래리 고메즈                 |           | Yes       |
| 로라 카우엣          | 로켓                        |           | Yes       |
| 펄라 헤이니 자딘     | B.B.                        |           | Yes       |

## 속편
타란티노 감독은 2004년 4월 《엔터테인먼트 위클리》와의 인터뷰에서 후속편을 계획중이라고 밝혔다.
예, 애초부터 저는 이게 저의 무법자 삼부작으로 생각하고 있었어요. 새 작품을 10년마다 만들려고 했죠. 그런데 다음 작품을 만들려면 최소한 15년은 필요합니다. 전체적인 줄거리는 이미 생각해 뒀어요. 소피 파탈이 빌의 돈을 다 갖게 되죠. 소피가 니키를 키우는데, 니키는 브라이드에게 복수를 할 겁니다. 브라이드가 복수했던 것처럼 니키도 복수할 거에요. 아직 배우들이 지금 나이일 때 미리 몇몇 장면들은 찍어둘 수도 있겠죠.